# David Dobkin
David Dobkin (* 23. Juni 1969 in Washington, D.C.) ist ein US-amerikanischer Filmregisseur, Filmproduzent und Drehbuchautor.

## Leben
Dobkin ging auf die Walt Whitman High School und kam mit einer Auszeichnung auf die New York University und absolvierte dort ein Studium für Film und Fernsehen. Während seines Studiums arbeitete Dobkin für Warner Bros. und nach seinem Abschluss ging er nach Los Angeles. Seit 1992 ist er als Regisseur für Film und Fernsehen sowie Musikvideos tätig. Seit 2005 tritt er auch als Produzent in Erscheinung.
Er ist mit Megan Wolpert liiert und hat mit ihr zusammen ein Kind.

## Filmografie (Auswahl)
Als Regisseur
- 1998: Clay Pigeons – Lebende Ziele (Clay Pigeons)
- 2003: Shanghai Knights
- 2005: Die Hochzeits-Crasher (Wedding Crashers)
- 2007: Die Gebrüder Weihnachtsmann (Fred Claus)
- 2011: Friends with Benefits (Fernsehserie, Episode 1x01)
- 2011: Wie ausgewechselt (The Change-Up)
- 2014: Der Richter – Recht oder Ehre (The Judge)
- 2015: Into the Badlands (Fernsehserie, 3 Episoden)
- 2018: Marvel’s Iron Fist (Fernsehserie, Episode 2x01)
- 2020: Eurovision Song Contest: The Story of Fire Saga
- 2021: Resident Alien (Fernsehserie, Episode 1x01)

Als Filmproduzent
- 2007: Mr. Woodcock
- 2007: Die Gebrüder Weihnachtsmann (Fred Claus)
- 2011: Wie ausgewechselt (The Change-Up)
- 2013: Jack and the Giants
- 2014: Der Richter – Recht oder Ehre (The Judge)
- 2015: Vacation – Wir sind die Griswolds (Vacation)
- seit 2019: Grünes Ei mit Speck (Green Eggs and Ham, Fernsehserie)
- seit 2021: Resident Alien (Fernsehserie)

Als Drehbuchautor
- 1995: Ice Cream Man